# ウィリアム・ヘンリー (俳優)
ウィリアム・ヘンリー（William Henry、1914年11月10日 - 1982年8月10日）は、アメリカ合衆国の俳優。カリフォルニア州出身。

## 出演作品
- ローン・レンジャー　失われた黄金郷
- 拳銃でいこうぜ!
- アラスカ・ハイウェイ
- ならず者の紐
- 緊急待機命令
- 悪の血統
- 学園の告白
- 四人の復讐
- ターザンの逆襲